# Sa bàn

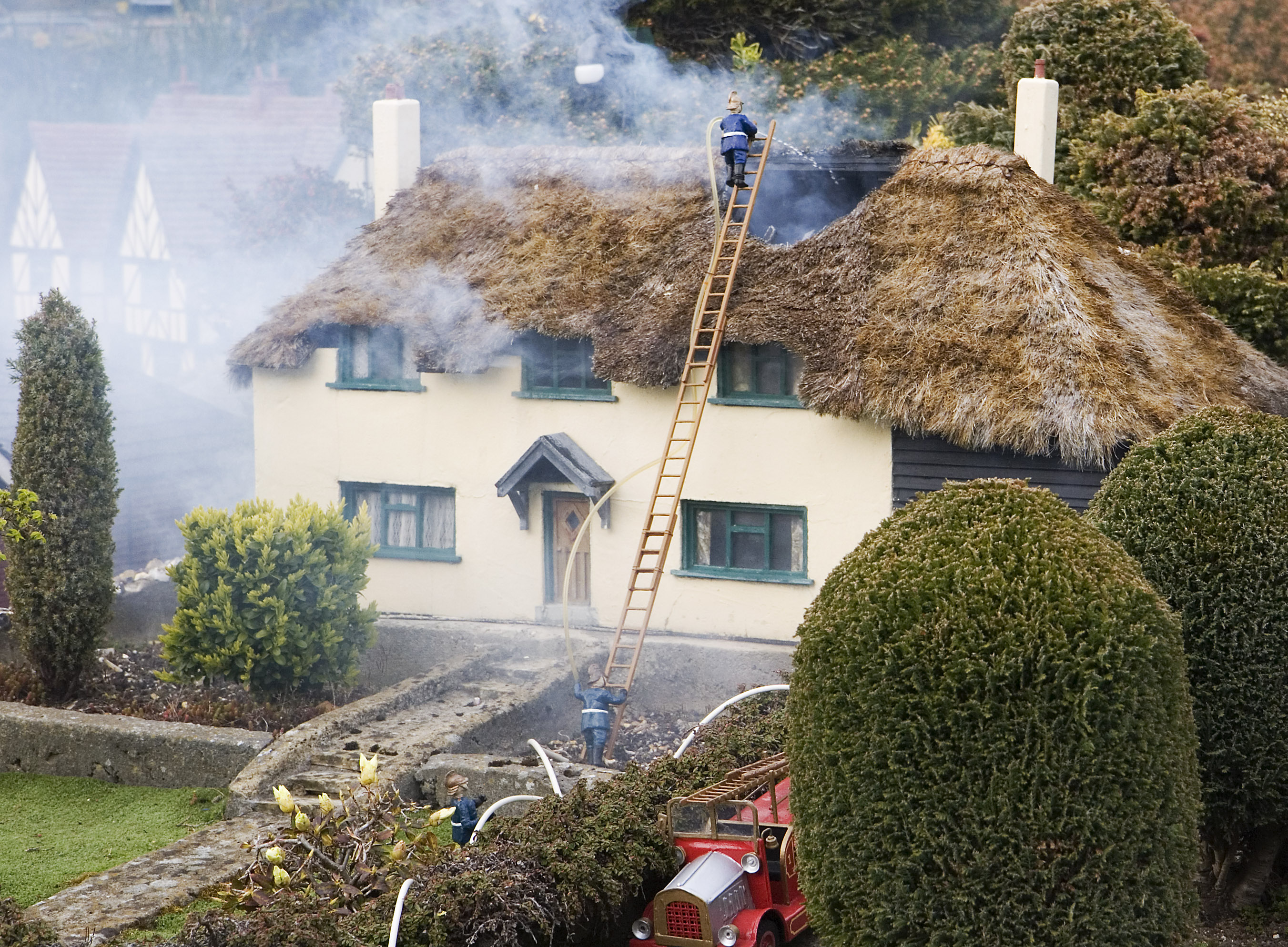
Sa bàn ngôi nhà cháy tại Bekonscot, Beaconsfield, Anh.

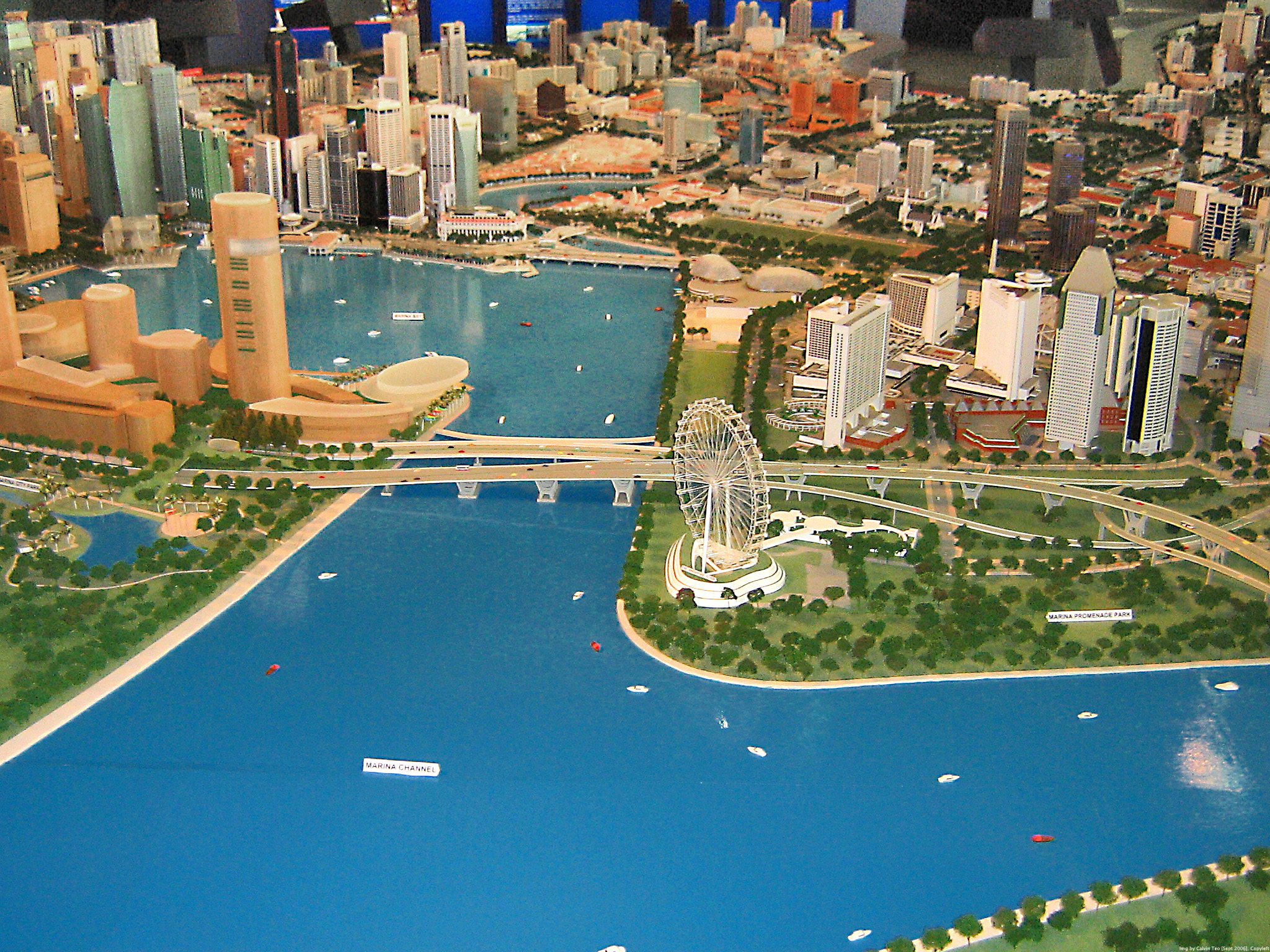
Sa bàn tỉ lệ trung tâm thành phố Singapore.

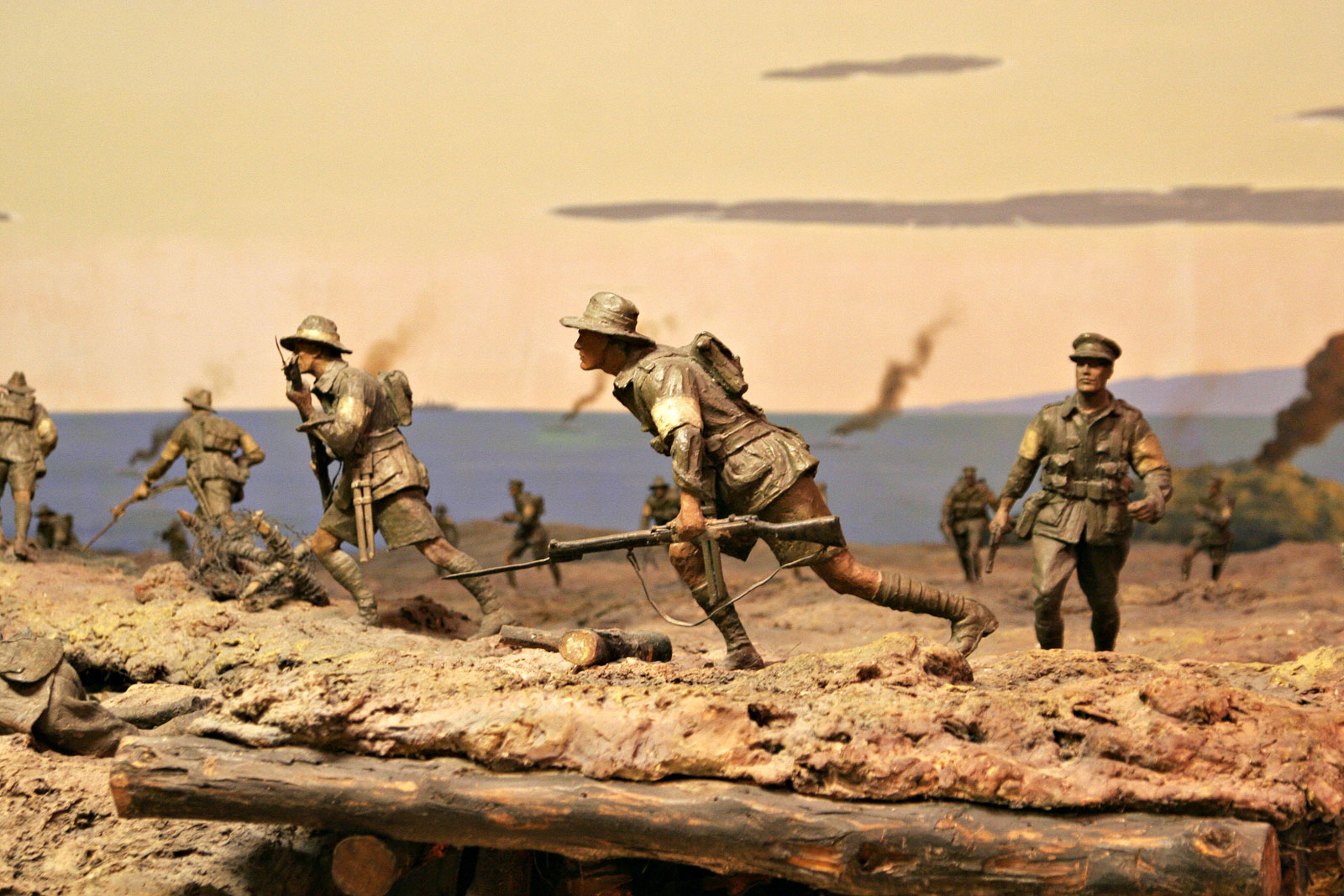
Model of a war scene — Australian War Memorial, Canberra.

Sa bàn (hoặc mô hình theo tỷ lệ, tiếng Anh: Physical model) là một thuật ngữ chuyên môn chỉ đến một vị trí, một mô hình thu nhỏ về một đối tượng chủ thể nào đó nhằm phục vụ cho việc tìm hiểu, nghiên cứu... Trên thực tế, những sa bàn kiến trúc là một công trình kiến trúc được đắp nhỏ lại để tiện cho việc nghiên cứu hoặc làm mẫu.
<>test